# Prowincja Thái Bình
Thái Bình wymowaⓘ – prowincja Wietnamu, znajdująca się w północnej części kraju, w Regionie Delty Rzeki Czerwonej.

## Podział administracyjny
W skład prowincji Thái Bình wchodzi siedem dystryktów oraz jedno miasto.
- Miasta:

1. Thái Bình

- Dystrykty:

1. Đông Hưng
2. Hưng Hà
3. Kiến Xương
4. Quỳnh Phụ
5. Thái Thụy
6. Tiền Hải
7. Vũ Thư